# Dracophyllum muscoides
Dracophyllum muscoides är en ljungväxtart som beskrevs av Joseph Dalton Hooker. Dracophyllum muscoides ingår i släktet Dracophyllum och familjen ljungväxter. Inga underarter finns listade i Catalogue of Life.